# Luis Seitz

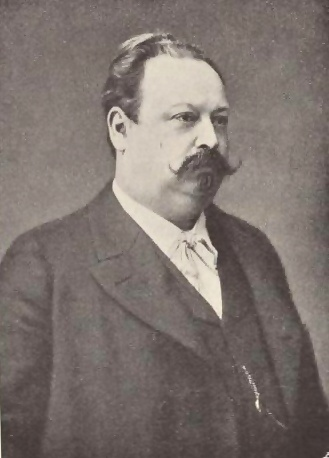
Fotografía del pintor Luis Seitz

Luis Seitz (Roma, 11 de junio de 1844 - Albano, 18 de enero de 1908) fue un pintor italiano.
También conocido como Ludwig Seitz, hijo del pintor alemán Alexander Maximiliano Seitz (Monaco, 1811 - Roma 1888), que se unió al movimiento de los nazarenos. Se ejecutó la decoración al fresco de la capilla de los Alemanes en la basílica de Loreto ( 1892-1902), en cajas con la historia de la Virgen. Esto se considera su obra más importante. Como también los frescos de Santa María del Alma y en la Ciudad del Vaticano. Fue director de la Pinacoteca Vaticana.

## notas
1. ↑  Diccionario enciclopedico hispano-americano de literatura, ciencias y artes. Barcelona: Montaner y Simón. 1910. p. 928. Consultado el 24 de agosto de 2016.

- Datos: Q3839143
- Multimedia: Ludwig Seitz (painter) / Q3839143